# Frieden auf Erden
Frieden auf Erden (original: „Pokój na ziemi“) ist ein realistischer Science-Fiction-Roman von Stanisław Lem. Die schwedischen und deutschen Übersetzungen erschienen bereits 1985 bzw. 1986 und damit vor dem polnischen Original, das erst 1987 im Verlag Wydawnictwo Literackie, Kraków veröffentlicht wurde. Die deutsche Übersetzung von Hubert Schumann erschien parallel unter dem Titel Der Flop im Verlag Volk und Welt (DDR) und als Frieden auf Erden im Insel Verlag (BRD).
Frieden auf Erden gehört zum Spätwerk Lems und handelt von einer Zukunft, in der die Menschheit das Wettrüsten mit der Auslagerung eines weitgehend automatisierten Rüstungswettlaufs auf den Mond scheinbar gelöst hat. Protagonist und Erzähler ist der Raumfahrer Ijon Tichy, der im Buch seinen letzten Auftritt hat.
Trotz der offenkundigen Parallelen zum Wettrüsten im Kalten Krieg gab Lem an, das Buch sei nicht von der damaligen politischen Situation inspiriert und kein Versuch einer „Political Fiction“, vielmehr war die Hauptinspiration des Buchs „...der Versuch, sich vorzustellen, was mit dem psychischen Zustand eines Menschen passiert, dem die Verknüpfung der beiden Gehirnhälften durchschnitten wurde.“ Das Motiv der durchtrennten Hirnhälften und der folgenden Spaltung der Persönlichkeit des Erzählers Ijon Tichys bildet den Einstieg in die Handlung sowie ein durchgehendes Motiv.

## Handlung
Die Hauptgeschichte zerfällt in zwei Handlungsstränge.
Die Rahmenhandlung wird von Ijon Tichy erzählt, nachdem er von einer Expedition zum Mond zurückgekehrt ist, in deren Verlauf seine beiden Hirnhälften in einer „Kallotomie“ vollständig durchtrennt wurden. Das hat zum Ergebnis, dass zwei unabhängige Persönlichkeiten nun seine jeweils rechte bzw. linke Körperhälfte kontrollieren. Erzähler ist dabei die „rechte Hälfte“, die im Lauf der Geschichte lernt, sich mit der „linken Hälfte“ zu verständigen, welche wiederum über einen Großteil der Erinnerungen an die vorhergegangene Expedition verfügt.
Rekurriert wird dabei auf die Vorgeschichte, in der die technische Entwicklung bis zum Erzählzeitpunkt dargestellt wird. Eine der Schlüsseltechnologien, die im Buch zur Anwendung kommt, ist die Konstruktion sogenannter „Sendlinge“, ferngesteuerte Roboter in verschiedenen Bauweisen. Diese können von einem Menschen gesteuert werden und unterschiedlichste Sinneseindrücke an den steuernden Menschen zurückvermitteln. Die Formen der Sendlinge reichen dabei von mehr oder weniger anthropomorphen Robotern bis hin zu den aus zahlreichen Mikrorobotern bestehenden „Dispersanten“. Mehrere verschiedene Modelle wurden für die eigentlichen Exkursionen auf die Mondoberfläche verwendet. Lem nannte diese selbstironisch „LEM“, wobei sich die Abkürzung nicht auf das „Lunar Excursion Module“ des Apollo-Mondlandeprogramms der USA bezieht, sondern von Modell zu Modell unterschiedliche Bedeutungen wie beispielsweise „Lunar Efficient Missionary“ oder „Lunar Evasive Molecules“ hat.
Die zweite Technologie, die den Roman prägt, ist eine Miniaturisierung und Autonomisierung der im Rüstungswettlauf entwickelten Waffen, wie Lem sie bereits in Waffensysteme des 21. Jahrhunderts beschrieben hat. Im Rahmen eines Abkommens einigten sich die beteiligten Mächte auf eine Komplettverlagerung von sich autonom weiterentwickelnden Waffensystemen auf den Mond, der anschließend komplett von der Erde isoliert wurde. Diese Isolation wurde von der „Lunar Agency“ überwacht und stellte sicher, dass einerseits das Wettrüsten weiter betrieben wurde, andererseits aber keine Partei eine mögliche Überlegenheit und damit die Option eines Erstschlags erkennen konnte.
Im zweiten Handlungsstrang wird beschrieben, wie Tichy im Auftrag der Lunar Agency mit mehreren Sendlingen zum Mond aufbricht, um die dortige Situation zu untersuchen. Nach Jahren der Isolation wurde auf der Erde befürchtet, die Waffenevolution auf dem Mond könnte zur Bildung einer vereinten Invasionsmacht führen. Mehrere Landungen verschiedener LEMs schlagen fehl, auch die vermeintlich letzte Exkursion mit dem „Dispersanten“ schien ein Fehlschlag gewesen zu sein.
Am Ende des Romans stellt sich heraus, dass Tichy nach den Sendlings-Exkursionen selbst ebenfalls auf dem Mond landete und anschließend unwissentlich zum Transportmittel der Mondinvasion auf die Erde wurde.

## Ausgaben
- Schwedische Erstausgabe: Fred på jorden, übersetzt von Martin von Zweigbergk. Bromberg, Stockholm 1985, ISBN 91-7608-270-9
- Polnische Erstausgabe: Pokój na ziemi. Wydawnictwo Literackie, Kraków 1987, ISBN 83-08-01605-7
  - Deutsche Übersetzung von Hubert Schumann:
    - Frieden auf Erden. Insel Verlag, Frankfurt am Main 1986, ISBN 978-3-458-14510-3
    - Der Flop. Verlag Volk und Welt, Berlin 1986, ISBN 3-353-00018-6
    - Die deutsche Übersetzung wurde später mehrfach als Suhrkamp-Taschenbuch in der Phantastischen Bibliothek neu aufgelegt und ist 2022 auch als gekürzte Lesung im Audio Verlag erschienen.